# Konstanz (Schiff, 1928)
Die Motorfähre Konstanz (ab 1930 Meersburg, ab 1963 Lukas, seit 2011 wieder Konstanz) ist eine Doppelendfähre auf dem Bodensee. Das 1928 in Dienst gestellte Schiff ist die erste Binnensee-Automobilfähre Europas. In Verbindung mit der eigens für sie entwickelten Landungsbrücke wird sie seit 2003 als Vorbild und Muster für alle folgenden europäischen Automobilfähren als technisches Kulturdenkmal geführt. Bis 1963 bediente sie die Strecke von Konstanz nach Meersburg, ihr Liegeplatz befindet sich in Konstanz-Staad.

## Geschichte

### Einrichtung der Fährverbindung
Mit der Schließung der Grenze zur Schweiz verlor die Stadt Konstanz zu Beginn des Ersten Weltkriegs ihr natürliches Hinterland und so versuchte die Stadt, Märkte über den Bodensee hinweg zu erschließen.
Ab 1924 wurde eine Fährverbindung für den inzwischen wachsenden Kfz-Verkehr zwischen Konstanz und dem nördlichen Bodenseeufer, dem Linzgau, geprüft. 1927 war die Fährlinie zwischen Konstanz-Staad und Meersburg festgelegt und ein entsprechendes Schiff bei der Bodan-Werft in Kressbronn durch die Stadt Konstanz in Auftrag gegeben worden. Dies, obwohl es erhebliche Widerstände gegen das Engagement der Stadt gab, sei es von Zweiflern, die die Wirtschaftlichkeit in Frage stellten, von den anderen Städten am Bodensee, die befürchteten, abgehängt zu werden, oder von der Reichsbahn, die das Projekt als Konkurrenz zu ihrem Schiffsverkehr auf dem See sah.
Vorausgegangen waren etwa ab 1870 verschiedene Verbindungen über den See mit Eisenbahnfähren, die teilweise auch nach der Fertigstellung der Bahnstrecken Stahringen–Friedrichshafen und Friedrichshafen–Lindau, vor allem für den Güterverkehr, weiter betrieben wurden.

### Betrieb als Konstanz / Meersburg
Der Stapellauf der 32 Meter, statt der ursprünglich geplanten 26 Meter langen Konstanz erfolgte am 7. Februar 1928 und die Inbetriebnahme der 140.000 RM teuren Fähre am 30. September 1928. Entgegen allen Befürchtungen wurde die Fährverbindung mit 437 beförderten PKW und 3099 beförderten Passagieren bereits in der ersten Betriebswoche ein wirtschaftlicher Erfolg. Die maximale Beförderungsleistung dieser Fähre war 15 PKW und 200 Personen pro Fahrt. Bereits im Mai 1929 wurde der Bau einer weiteren Fähre beschlossen, wobei einige Erkenntnisse aus dem Betrieb der ersten Fähre umgesetzt wurden. So haben alle nachfolgenden Fähren einen größeren Aufenthaltsraum über dem Ladedeck (Portalbauweise). Die zweite Fähre wurde am 25. April 1930 auf den Namen Konstanz getauft und die erste Fähre in Meersburg umbenannt. Weitere Fährschiffe folgten, siehe Liste der Fährschiffe der Autofähre Konstanz–Meersburg.
Die Meersburg blieb in den Kriegsjahren und danach die einzige Fähre auf der Linie Konstanz–Meersburg, die anderen Fähren Konstanz und Bodan wurden von der Kriegsmarine, anschließend von den Besatzungstruppen in Anspruch genommen.
Wegen des stark wachsenden Kfz-Verkehrs in den Jahren nach dem Zweiten Weltkrieg wurden weitere, größere Fährschiffe gebaut. Die Meersburg wurde schließlich nur noch für Sonderfahrten eingesetzt, da die neueren Schiffe an Kapazität und Wendigkeit weit überlegen waren. Als 1963 die siebte Fähre unter dem Namen Fritz Arnold in Dienst gestellt war, wurde die Meersburg abgestoßen.

### Betrieb als Arbeitsschiff Lukas
Nach 35 Dienstjahren wurde die Meersburg am 21. Oktober 1963 an den Überlinger Unternehmer Alfons Heidegger verkauft, der damit einen Ramm- und Baggerbetrieb auf dem See eröffnete. Sie erhielt den Namen Lukas, die Aufbauten der einen Seite wurden entfernt, um den auf dem Schiff arbeitenden Geräten (Bagger und Rammen) mehr Raum zu geben. Viele der Pfähle und Dalben rund um den See wurden mit Hilfe der Lukas in den Seegrund gerammt. Auch bei der Bergung der Unterwasserstation BAH I im Überlinger See vor Süßenmühle aus 35 Meter Tiefe im Juli 1969 wurde die Lukas zunächst eingesetzt, aber als die Bergungstaue und einzelne Schweißnähte der Lukas rissen, wurde stattdessen die Fähre Hegau verwendet. Heidegger erwarb 1970 auch das 1930 gebaute zweite Fährschiff der Linie, und so war das ungenutzte Schiff Lukas viele Jahre im Überlinger Seglerhafen vertäut.

### Restaurierung zum Denkmalschiff

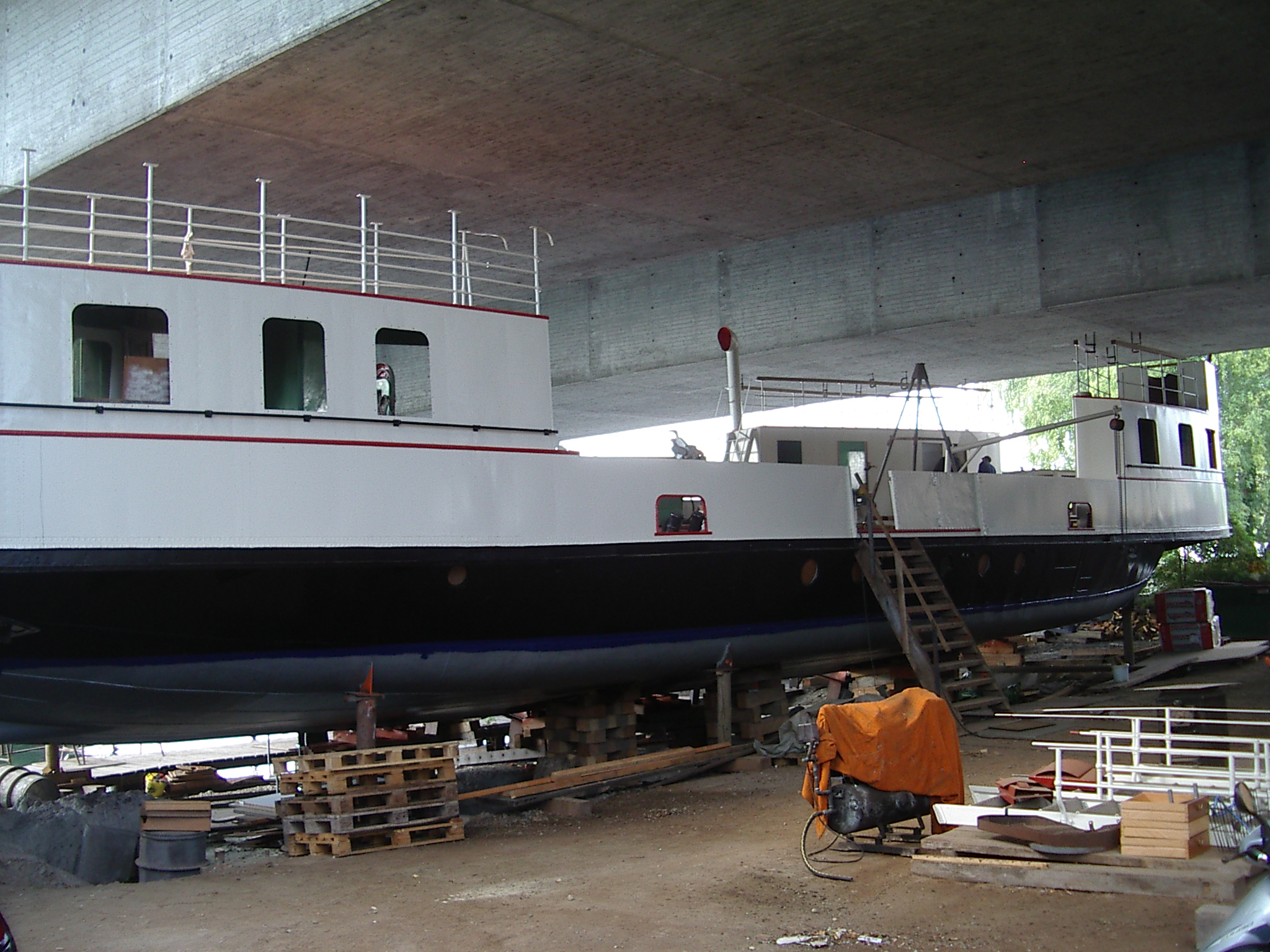
Während der Restaurierung, September 2007

1996 wurde die Fähre vom Verein „Rettet die Meersburg ex Konstanz! Verein zur Erhaltung und Wiederinbetriebnahme der ersten Bodensee-Automobilfähre Baujahr 1928 e. V.“ übernommen und bei der Bodan-Werft einer Rumpfprüfung unterzogen. Mehrere Gutachten bestätigten den historischen Wert des Schiffs und empfahlen die Restaurierung. Schließlich wurde das Fährschiff in Konstanz auf einer Behelfswerft unter dem nördlichen Brückenkopf der Schänzlebrücke für rund zwei Millionen Euro restauriert. Ein Drittel der Außenfläche wurde ersetzt, zusätzliche neue Antriebe eingebaut, die alte Technik konnte erhalten werden.
Nach 16-jähriger Restaurierung durch den Verein war sie im Sommer 2010 wieder fahrbereit und konnte an ihren inzwischen ebenfalls restaurierten Anleger in Konstanz-Staad verlegt werden.
Am 16. Juli 2011 fand unter großer Teilnahme der Bevölkerung die zweite Jungfernfahrt der Fähre statt. Seit diesem Tag trägt sie wieder ihren alten Namen Konstanz. Im August 2011 war die Fähre Konstanz Denkmal des Monats der Denkmalstiftung Baden-Württemberg. Der Verein erhielt mehrere Auszeichnungen für sein Engagement zur Erhaltung des Schiffs.

### Betrieb alsHistorische Fähre Konstanz

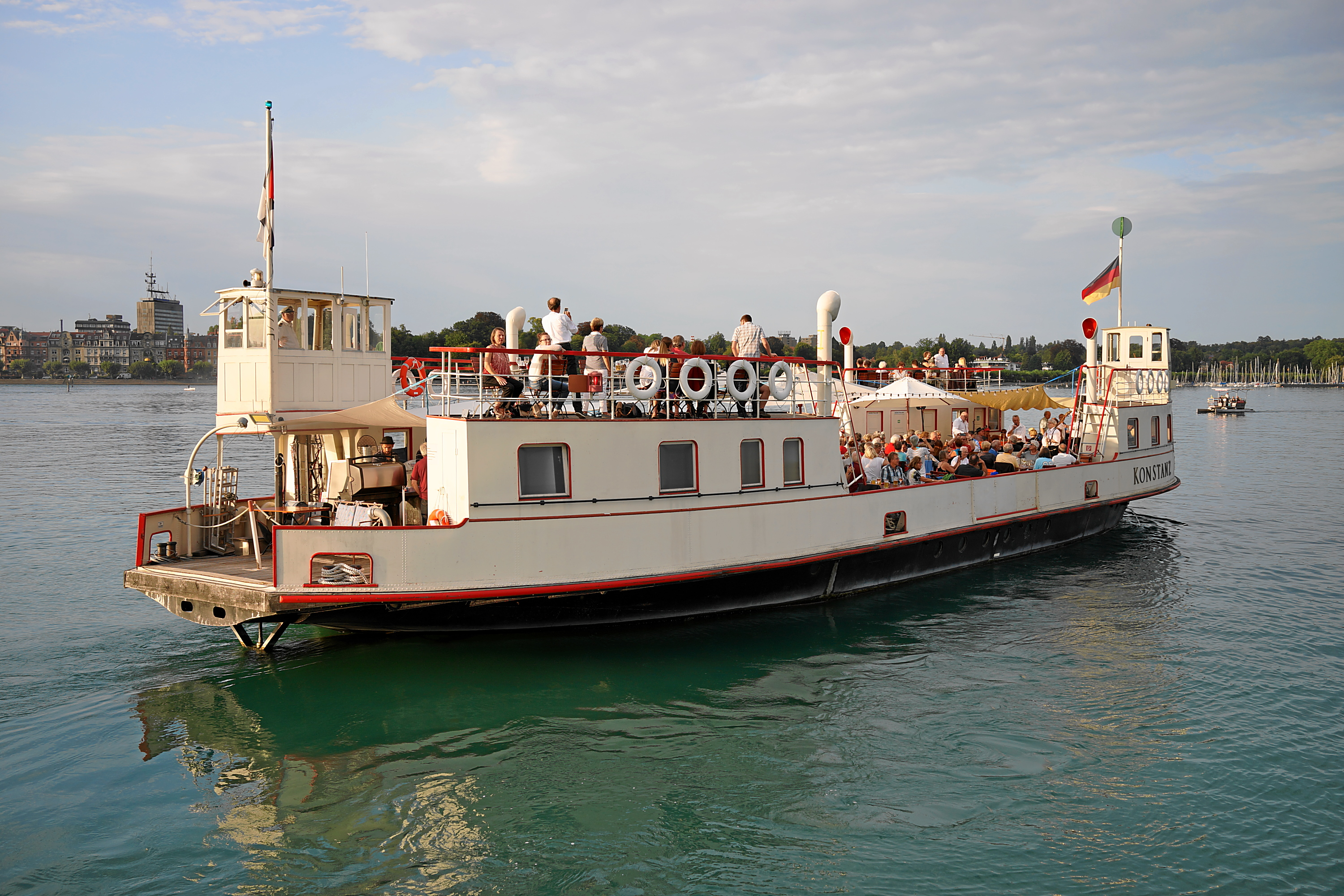
Die historische Fähre Konstanz bei einer Ausfahrt im Konstanzer Trichter

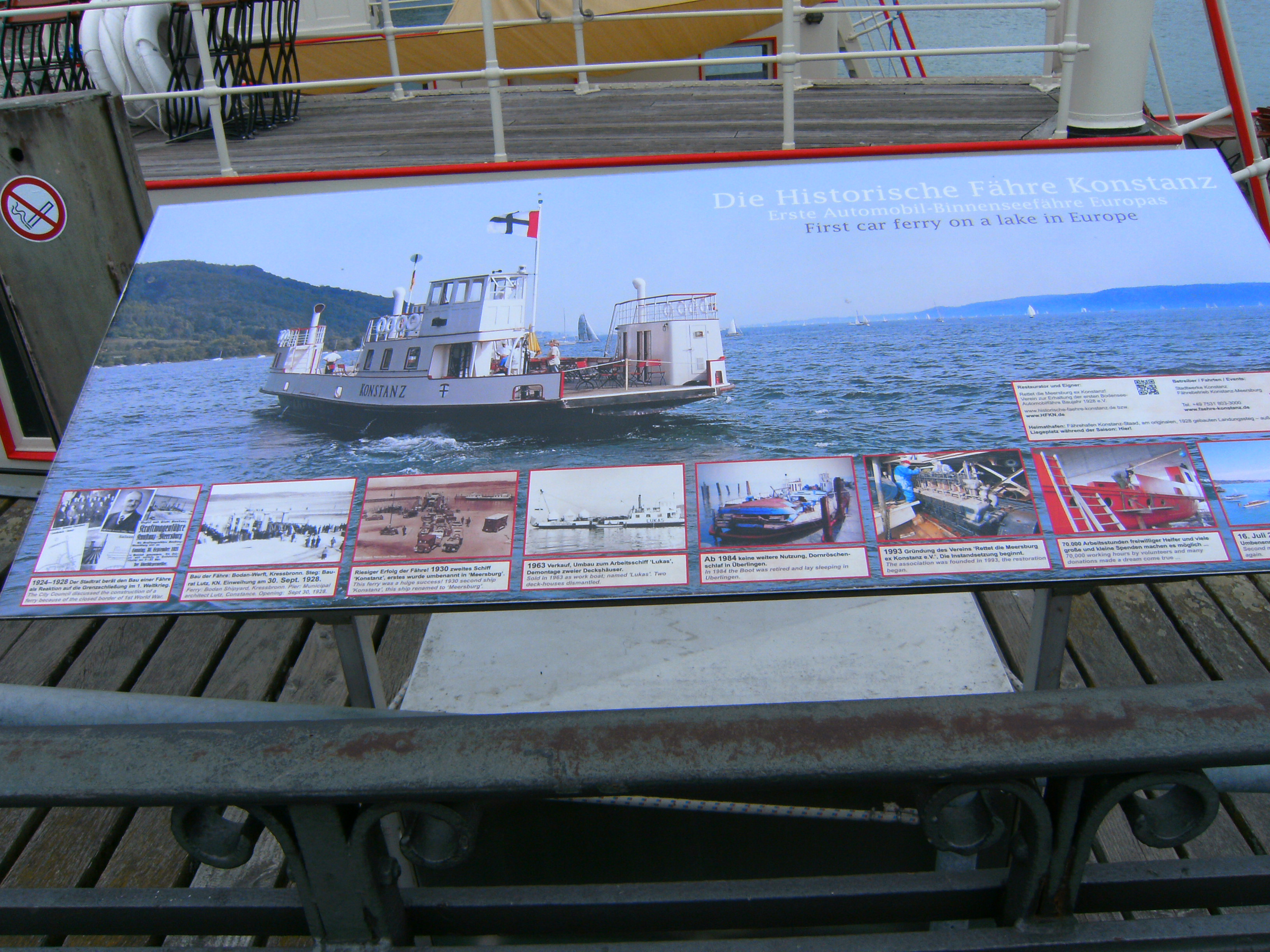
Konstanz, Hafen: Informationstafel zur historischen Fähre Konstanz

Eigner des Fährschiffs ist der Verein Rettet die Meersburg ex Konstanz e. V.; er hat sie an den ursprünglichen Eigner, die Stadtwerke Konstanz verpachtet. Das Schiff kann von diesen für besondere Anlässe für bis zu 200 Personen gechartert werden. Außerdem organisiert der Verein einige Rundfahrten im Jahr, die auf seiner Website bekannt gegeben werden. Das Schiff liegt in den Sommermonaten nicht an seinem Anleger in Konstanz-Staad, sondern im Hafen Konstanz direkt unter der Statue der Imperia, wo bei schönem Wetter Gäste bewirtet werden.

## Technik
Unter Deck befanden sich ursprünglich drei, heute fünf Schotts – an den Enden wurden zusätzliche Kollisionsschotts eingebaut. Der größte Raum befindet sich in der Mitte, es ist der alte Maschinenraum. Dort stehen die beiden alten Antriebsmaschinen – Dieselmotoren der Firma MWM, die je etwa 4 t wiegen und 90 PS leisten. Die Besonderheit hier ist, dass die Motoren auf beiden Seiten je einen Abtrieb besitzen, wo über je eine Kupplung eine Welle und damit ein Propeller angetrieben wird. So konnte die Fähre über Aus- und Einkuppeln der Propeller ihre Fahrtrichtung ändern. Die Schiffsmotoren waren dafür eingerichtet, ihre Laufrichtung zu ändern, was aber hier, so vermutet man es heute, nie benutzt wurde.
Ein kleiner einzylindriger Hilfsdiesel, auch von den MWM, der quer zu einer Schottwand aufgestellt ist, treibt einen Generator (5 kW, 110 V Gleichstrom) und einen Kompressor an. Die Druckluft wurde zum Anlassen der Motoren und für das Horn benötigt.
Die Steuerung der Maschinen erfolgte über einen Maschinentelegrafen, was bedeutete, dass während des Betriebs im Maschinenraum ständig ein Maschinist anwesend sein musste.
Die Fähre besitzt auf jeder Seite ein Ruder, das über Ketten und Gestänge vom jeweils gegenüberliegenden Steuerhaus bedient wird. Das jeweils in Fahrtrichtung liegende Ruder wurde über eine mechanische Vorrichtung fixiert, damit es während der Fahrt nicht umschlägt.
Die gesamte originale Technik (bis auf die Maschinentelegrafen) ist erhalten und wird weiter restauriert, so dass sie zumindest für Vorführfahrten betriebsbereit wäre.
Bei der Restaurierung des Schiffes war ein wichtiger Aspekt, dass die Fähre wieder benutzt werden sollte. Da dies mit der alten Technik in der heutigen Zeit kaum möglich ist, wurde entschieden, zusätzlich zum alten einen modernen Antrieb einzubauen, der aber nicht in Erscheinung treten sollte und völlig unabhängig von der alten Technik funktioniert. Dies konnte durch den Einbau zweier „Schottel Pump-Jets“ erreicht werden, die in den Räumen vor den Kollisionsschotts eingebaut sind und von modernen Dieselmotoren angetrieben werden. Diese Antriebe sind vollständig im Schiffskörper eingebaut und lassen sich um 360 Grad drehen, was dem Schiff heute zu einer optimalen Manövrierfähigkeit verhilft.

## Landungsbrücken

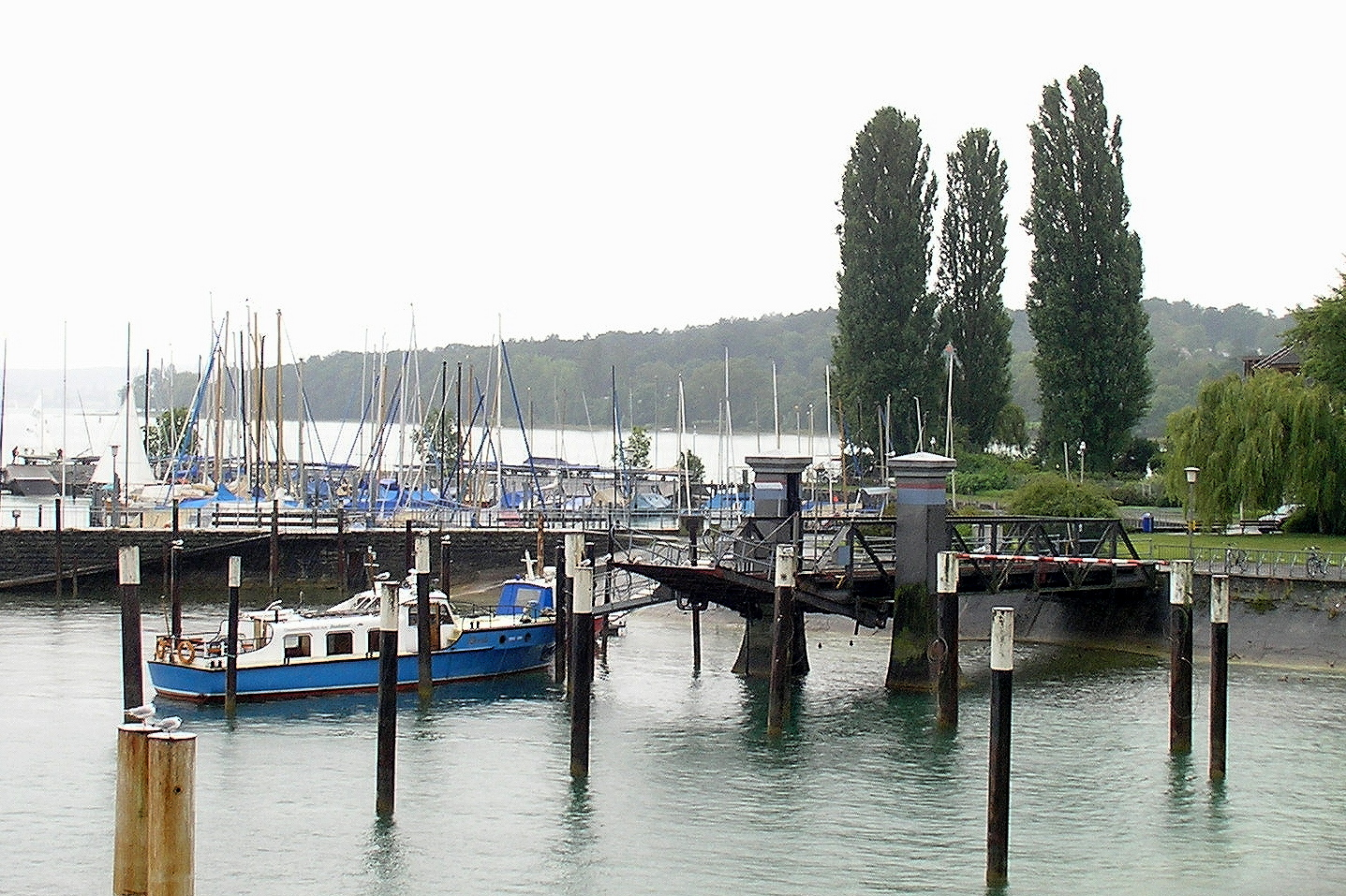
Der historische, mittlerweile funktionslose Fähreanleger im früheren Konstanzer Fährehafen, 2005 gesehen von einem neueren Fährschiff im neuen Fährehafen aus.

Für die Einrichtung dieser ersten Autofähre waren auch Landungsbrücken notwendig, die so konstruiert werden mussten, dass die Zufahrt der Fahrzeuge auf die Fähre möglich bleibt, obwohl der Pegel des Bodensees im Laufe eines Jahres um etwa drei Meter schwankt. Die Konstruktion dieser Landebrücken – die Suche nach Vorbildern verlief erfolglos – erfolgte durch das Konstanzer Tiefbauamt unter der Leitung von Theodor Lutz in Zusammenarbeit mit dem Freiburger Metallkonstruktionswerk A. Beyerle. Die Konstruktion besteht aus einer einseitig höhenverstellbaren Fachwerkbrücke von 22 m Länge mit einer Fahrbahnbreite von 2,50 m. Man rechnete dabei mit 5 t Achsdruck und zwei auf der Brücke haltenden Fahrzeugen von je 15 t Gewicht. An der Landseite liegt diese Brücke auf Rollenlagern auf, seeseitig wird sie rechts und links von einer Hebevorrichtung mit Hubspindeln gehalten. Als Übergang zum Fährschiff dient eine 3 m lange Klappe, die mit Gegengewichten so ausbalanciert ist, dass sie von einer Person über einen Hebel bedient werden kann. Während die Neigung der eigentlichen Brücke nur gelegentlich an den Wasserstand des Sees angepasst werden muss, dient die Klappe vor allem dem Ausgleich zwischen beladenem und unbeladenem Zustand des Fährschiffs und sie ermöglicht, dass das Schiff unter die Klappe fahren kann, ohne an der Brücke anzustoßen.

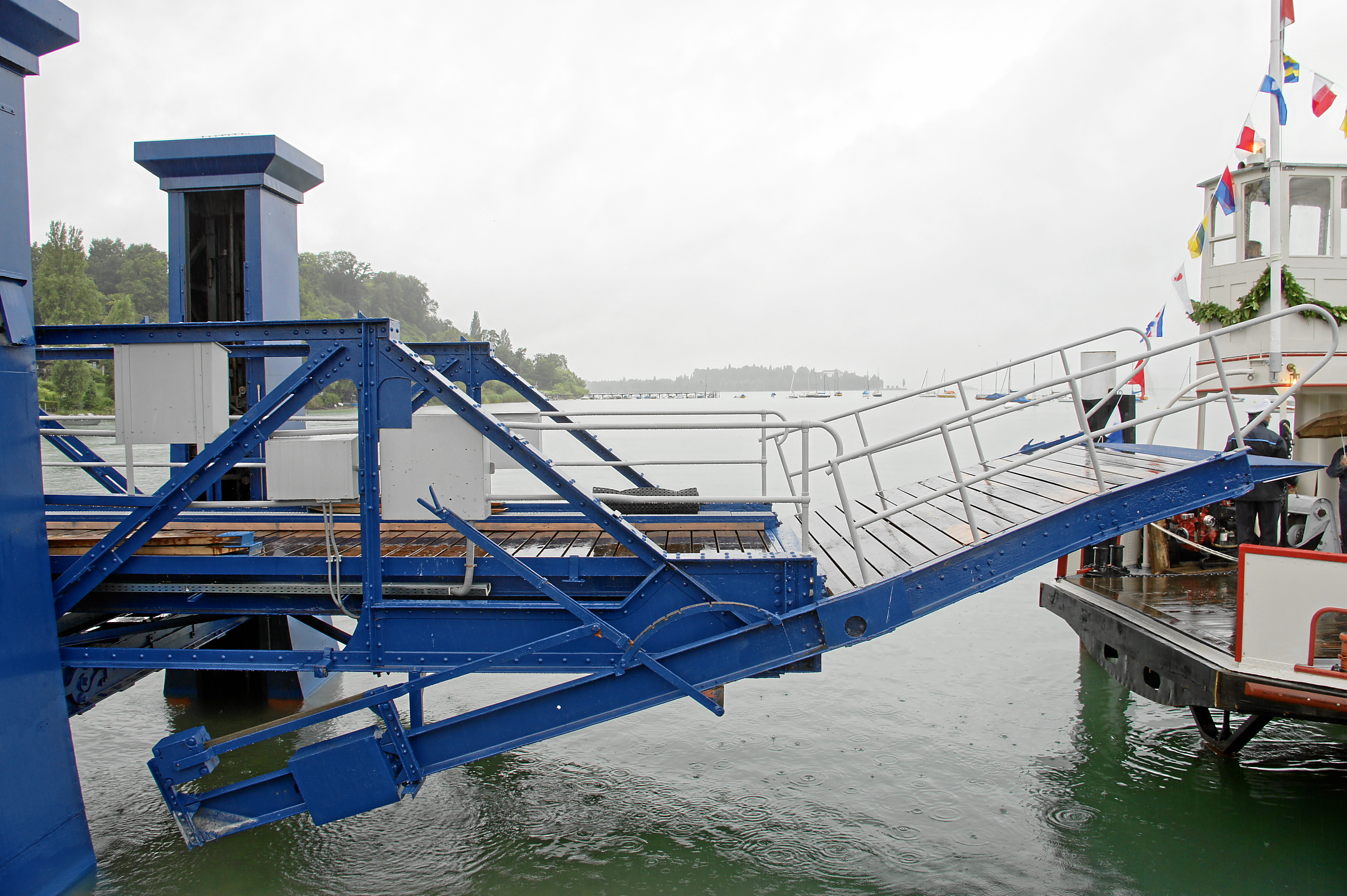
Die Klappe der historischen Landungsbrücke der Konstanzer Autofähre in gehobenem Zustand, rechts das erste Fährschiff.

Beim Neubau der Fährehäfen in den 1950er Jahren verblieb die Konstanzer Landungsbrücke zunächst im alten Fährehafen und wurde als Anleger für Wartungsarbeiten an den Fährschiffen genutzt. 2005 wurde aus dem alten Konstanzer Fährehafen ein Seglerhafen und die Landungsbrücke musste weichen. Sie wurde ab 2009 als Bestandteil der inzwischen unter Denkmalschutz gestellten ersten Binnensee-Automobilfähre mit einem Gesamtvolumen von 240.000 Euro denkmalgerecht restauriert. Der Fähranleger erhielt etwas weiter nordwestlich vom alten Platz in Konstanz-Staad, direkt beim Betriebsgebäude der Stadtwerke, einen neuen Standort. Das Bauwerk verfügt über eine PKW-taugliche Zufahrt und hat seit Sommer 2010 wieder seine alte Funktion als Liegeplatz der Konstanz – wenn der Pegel des Bodensees dies zulässt. Aus Gründen des Naturschutzes darf an dieser Stelle die Fahrrinne nicht tiefer ausgehoben werden, so dass vor allem in den Wintermonaten für das Schiff ein anderer Liegeplatz aufgesucht werden muss.
Der ursprüngliche Anlegesteg vom Meersburger Fährehafen ist nicht erhalten.

## Filme
- silvan 500: Konstanz in Konstanz. (Historische Fähre Konstanz von 1928 im Hafen von Konstanz) bei Youtube.